# Поджомарино
Поджомарино (итал. Poggiomarino) — город в Италии, располагается в регионе Кампания, в провинции Неаполь.
Население составляет 20 516 человек (на 2004 г.), плотность населения составляет 1536 чел./км². Занимает площадь 13,28 км². Почтовый индекс — 80040. Телефонный код — 081.
Покровителем населённого пункта считается San Antonio da Padova. Праздник ежегодно празднуется 13 июня.